# Gian Franco Cabezas
Gian Franco Cabezas Rodríguez (Cali, 1º gennaio 2003) è un calciatore colombiano, centrocampista dell'Alverca.

## Caratteristiche tecniche
È un centrocampista difensivo abile principalmente in fase di interdizione.

## Carriera

### Club
Cresciuto nel settore giovanile del Deportivo Cali, ha debuttato in prima squadra il 7 aprile 2021 nell'incontro di Coppa Sudamericana pareggiato 0-0 contro il Deportes Tolima. Nelle stagioni successive ha trovato sempre più spazio fra le fila del club biancoverde ed il 20 gennaio 2024 ha segnato il suo primo gol in carriera in competizioni professionistiche, nella partita di Categoría Primera A pareggiata 2-2 contro il Deportivo Pereira.
Il 2 luglio 2025 è stato acquistato dall'Alverca, club neopromosso in Primeira Liga (la prima divisione portoghese).

### Nazionale
Ha giocato con le nazionali giovanili colombiane Under-19 ed Under-20.

## Statistiche

### Presenze e reti nei club
Statistiche aggiornate al 3 agosto 2025.
| Stagione              | Squadra               | Campionato            | Campionato | Campionato | Coppe nazionali | Coppe nazionali | Coppe nazionali | Coppe continentali | Coppe continentali | Coppe continentali | Altre coppe | Altre coppe | Altre coppe | Totale | Totale | Totale |
| Stagione              | Squadra               | Comp                  | Pres       | Reti       | Comp            | Pres            | Reti            | Comp               | Pres               | Reti               | Comp        | Pres        | Reti        | Pres   | Reti   |        |
| --------------------- | --------------------- | --------------------- | ---------- | ---------- | --------------- | --------------- | --------------- | ------------------ | ------------------ | ------------------ | ----------- | ----------- | ----------- | ------ | ------ | ------ |
| 2021                  | Deportivo Cali        | A                     | 2          | 0          | CC              | 1               | 0               | CS                 | 1                  | 0                  | -           | -           | -           | 4      | 0      |        |
| 2022                  | Deportivo Cali        | A                     | 8          | 0          | CC              | 0               | 0               | CL+CS              | 1+0                | 0                  | -           | -           | -           | 8      | 0      |        |
| 2023                  | Deportivo Cali        | A                     | 18         | 0          | CC              | 4               | 0               | -                  | -                  | -                  | -           | -           | -           | 22     | 0      |        |
| 2024                  | Deportivo Cali        | A                     | 25         | 2          | CC              | 3               | 0               | -                  | -                  | -                  | -           | -           | -           | 28     | 2      |        |
| 2025                  | Deportivo Cali        | A                     | 11         | 0          | CC              | 3               | 0               | -                  | -                  | -                  | -           | -           | -           | 14     | 0      |        |
| Totale Deportivo Cali | Totale Deportivo Cali | Totale Deportivo Cali | 64         | 2          |                 | 11              | 0               |                    | 2                  | 0                  |             | -           | -           | 77D    | 2      |        |
| 2025-2026             | Alverca               | PL                    | 0          | 0          | CP+CdL          | 0               | 0               | -                  | -                  | -                  | -           | -           | -           | 0      | 0      |        |
| Totale carriera       | Totale carriera       | Totale carriera       | 64         | 2          |                 | 11              | 0               |                    | 2                  | 0                  |             | -           | -           | 77     | 2      |        |

## Palmarès

### Club

#### Competizioni nazionali
- Campionato colombiano: 1

Deportivo Cali: 2021-II